# اوفنباخ-لاوتربورن
اوفنباخ-لاوتربورن (به آلمانی: Offenbach-Lauterborn) یک منطقهٔ مسکونی در آلمان است که در افنباخ آم ماین واقع شده‌است. اوفنباخ-لاوتربورن ۱۱٬۷۹۵ نفر جمعیت دارد.